# Melitaea pallas
Melitaea pallas är en fjärilsart som beskrevs av Otto Staudinger 1886. Melitaea pallas ingår i släktet Melitaea och familjen praktfjärilar. Inga underarter finns listade i Catalogue of Life.